# Les pianos mécaniques
Les Pianos mécaniques és una novel·la d'Henri-François Rey publicada l'any 1962 per edicions Robert Laffont. Va ser finalista del premi Goncourt i va guanyar el premi Interallié.
Henry Françoís Rey va escriure la obra a Cadaqués, on va viure de manera intermitent, des dels anys mil nou-cents seixanta fins a quatre dies abans de la seva mort. Al cafè Melitón de Cadaqués va gestar aquesta obra. Es va traduir al castellà l'any 1972, Los organillos, i també a l'anglès, The mechanical pianos.
El 1964, Juan Antonio Bardem la va traduir literalment de l'original francès i la va portar al cinema el 1965 amb el film homònim Los pianos mecánicos, amb guió adaptat per Henri-François Rey i protagonitzat per Melina Merkuri, James Mason i Hardy Krüger.

## Argument
La novel·la està ambientada en els ambients turístics de la Costa Brava dels anys seixanta en un poble anomenat Caldeya, que en realitat es tracta de Cadaqués. Vincent, un jove ingenu parisenc que pateix de buidor existencial en ple miracle econòmic, hi arriba disposat a superar la seva crisi. Però no serà tan fàcil. La vida és més dura del que sembla. Intenta veure satisfets el seus capricis hedonistes al costat de Jenny, una dona madura d'una bellesa pertorbadora.